# Lijst van afleveringen van Gooische Vrouwen
Dit is een lijst met afleveringen van de Nederlandse dramaserie Gooische Vrouwen. De serie telt zes seizoenen. Een overzicht van alle afleveringen is hieronder te vinden.

## Serieoverzicht
| Seizoen | Afleveringen | Uitgezonden                          | Netwerk   | Gemiddeld aantal kijkers | Verschijningsdatum dvd |
| ------- | ------------ | ------------------------------------ | --------- | ------------------------ | ---------------------- |
| 1       | 8            | 30 oktober 2005 – 18 december 2005   | Talpa     | 1.598.000                | 1 mei 2006             |
| 2       | 8            | 7 september 2006 – 3 november 2006   | Talpa     | 669.000                  | 6 november 2006        |
| 3       | 9            | 16 september 2007 – 11 november 2007 | RTL 4     | 1.454.000                | 5 november 2007        |
| 4       | 9            | 7 september 2008 – 3 november 2008   | RTL 4     | 1.521.000                | 6 november 2008        |
| 5       | 8            | 4 september 2009 – 23 oktober 2009   | RTL 4     | 1.385.000                | 22 oktober 2009        |
| 6       | 8            | 27 oktober 2024 – 8 december 2024    | Videoland | n.v.t.                   | n.n.b.                 |
| 6       | 8            | 10 november 2024 – 29 december 2024  | SBS6      | 1.278.000                | n.n.b.                 |

## Seizoen 1
- Sonja 'Cheryl' van Veen is getrouwd met Martin 'Morero' Hogenbirk; als Martin een nr. 1-hit scoort met Echte Liefde verhuizen ze van Amsterdam naar 't Gooi. Cheryl wordt vriendinnen met Willemijn Lodewijkx, Anouk Verschuur en Claire van Kampen; Martin gaat ondertussen vreemd met zijn achtergrondzangeres Wendy. Cheryl komt erachter en in plaats van "z'n ballen eraf te hakken" zorgt ze ervoor dat "die omhooggevallen gratenkut" ontslagen wordt. Daarna duikt Cheryl het bed in met piloot Tom, de ex van Anouk.

- Willemijn probeert haar seksloze huwelijk nieuw leven in te blazen, maar Evert (die het alleen nog maar onder de douche doet, met zichzelf) is verliefd op Anouk; probleem is dat Anouk nog van Tom houdt, ook al doet ze het met bijna elke andere man. Evert wil scheiden en staat erop dat dit op een volwassen manier wordt besproken; eerst wordt er op kinderachtige wijze ruzie gemaakt.

- Claire verliest haar Anton nadat deze in een dronken bui in het ongevulde zwembad van de Morero’s sprong; daarna blijkt dat hij een homoseksuele affaire had en dat hij al het geld erdoorheen heeft gejaagd. Claire gaat op zoek naar een man die haar uit de schulden kan helpen; ze wordt heen en weer geslingerd tussen de zakenman Robert en de kelner Max.

- Anouk en Willemijn hebben allebei een Thaise au pair (Tippiwan) in dienst; Willemijns zoon Roderick weet haar het bed in te krijgen, maar Tippiwan geeft de voorkeur aan Dr. Rossi, een psychiater die niets liever zou willen dan "dit reservaat" te ontvluchten en "mensen met echte problemen" te helpen. Tippiwan heeft daadwerkelijk een probleem; ze doet alsof ze zwanger is van Roderick en steelt het geld dat Claire heeft teruggewonnen met gokken. Claire legt de schuld bij het Marokkaanse vriendje (Amir) van haar dochter Merel en aan het eind van het seizoen wordt ze met een knuppel het zwembad ingeslagen.

| Aflevering | Nr. | Titel                    | Eerste uitzending Nederland | Kijkcijfers |
| ---------- | --- | ------------------------ | --------------------------- | ----------- |
| 1          | 1   | Het feest                | 30 oktober 2005             | 1.583.000   |
| 2          | 2   | De een zijn dood         | 6 november 2005             | 1.683.000   |
| 3          | 3   | Seks, leugens en clichés | 13 november 2005            | 1.392.000   |
| 4          | 4   | Een kat en muis spel     | 20 november 2005            | 1.605.000   |
| 5          | 5   | Vragen                   | 27 november 2005            | 1.518.000   |
| 6          | 6   | Zwarte magie             | 4 december 2005             | 1.630.000   |
| 7          | 7   | Mannen                   | 11 december 2005            | 1.610.000   |
| 8          | 8   | Baby Love                | 18 december 2005            | 1.764.000   |

## Seizoen 2
- Na de scheiding probeert Willemijn een nieuw leven op te bouwen, alleen doet ze haar trouwring niet af. Haar kansen op een verzoening lijken verkeken wanneer Evert zijn nieuwe, veel jongere, vriendin voorstelt.

- Claire is uit het zwembad gered en verblijft in een revalidatiecentrum; haar wereld stort in als blijkt dat ze door haar bloedeigen dochter is neergeslagen. Merel gaat de cel in en belt vergeefs om een herkansing, en bij haar thuiskomst heeft ze praktisch huisarrest.

- Anouk wordt 40 en wil een betere moeder zijn voor haar dochter Vlinder; ze is zelfs bereid om de seks af te zweren, maar doet ze dat ook? Cheryl is zwanger, maar is het kind van Martin of van Tom?

- Tippiwan werkt nu voor de Morero's en haalt er de nodige streken uit; zo chanteert ze Martin met zijn vreemdgaan (nadat ze zijn spaargeld heeft gestolen), begraaft ze de belastinginspecteur en faket ze een miskraam. Wanneer Martin met spoed naar het ziekenhuis moet omdat Cheryl aan het bevallen is, en zijn minnares Lucy ook mee rijdt krijgen de twee een ongeluk. En dan is de vraag of ze op tijd worden ontdekt en de bevalling van Cheryl zullen meemaken.

| Aflevering | Nr. | Titel                  | Eerste uitzending Nederland | Kijkcijfers |
| ---------- | --- | ---------------------- | --------------------------- | ----------- |
| 9          | 1   | Kom ik terug           | 7 september 2006            | 639.000     |
| 10         | 2   | De voorbeeldige moeder | 14 september 2006           | 588.000     |
| 11         | 3   | Het plan               | 28 september 2006           | 543.000     |
| 12         | 4   | De fiscus              | 5 oktober 2006              | 731.000     |
| 13         | 5   | Reality                | 12 oktober 2006             | 752.000     |
| 14         | 6   | Veertig                | 19 oktober 2006             | 624.000     |
| 15         | 7   | Een nieuwe vriend      | 26 oktober 2006             | 759.000     |
| 16         | 8   | Een baby voor Kerstmis | 2 december 2006             | 699.000     |

## Seizoen 3
- Martin heeft het auto-ongeluk overleefd (in tegenstelling tot Lucy) maar Cheryl kan er niet meer tegen en zet hem het huis uit, ondanks de doopplechtigheid van hun pasgeboren zoon Remy. Maar omdat nog steeds niet duidelijk is wie de vader is moet een DNA-test dat uitwijzen. Anouk begint wat te vermoeden en gaat de confrontatie aan met Cheryl tijdens een bezoek aan de spa, waar ze haar oog laat vallen op Willemijns therapeut Stach Hartman. Dat hij een gezin heeft weerhoudt Anouk er niet van om zijn telefoonnummer op te zoeken en een afspraak te maken voor een thuissessie. Ontmaskerd als een klein eenzaam meisje op zoek naar de liefde en aandacht die ze nooit heeft gehad besluit Anouk om bewuster te gaan leven; hoelang houdt ze dat vol ?

- Claire en Ernst zijn weer bij elkaar, maar van echte liefde (en seks) is geen sprake en als Ernst zich ook nog eens als Merels stiefvader gedraagt besluit Claire om er een punt achter te zetten, waarbij ze ook zijn cheque van €10.000 verscheurt. Dit bleek later toch geen goed idee.

- Cheryl vraagt de pas verhuisde Willemijn om de peetmoeder van Remy te worden; tijdens de grote dag lijkt Martin eindelijk spijt te krijgen van zijn vreemdgaan. De uitslag van de DNA-test is in zijn voordeel beslist; tenminste, dat denkt hij.

- De vriendinnen organiseren een veiling, maar doen ze dat voor de Thaise weeskinderen of om hun eigen imago op te vijzelen ? Willemijn vergeet dat ze een afspraak heeft bij Dr. Rossi en vraagt hem doodleuk of hij tien gratis sessies wil doneren. De veiling is een succes, ondanks dat Claire met de opbrengst sjoemelt.

- Het zit Claire niet mee; ze verhuurt haar huis aan een Franse zanger/nudist (Jean-Louis geheten) en trekt in bij Willemijn maar vliegt er weer even snel uit als ze met Evert afspreekt, ze wordt gearresteerd wegens winkeldiefstal (Cheryl: "Een Winona Rydertje") en moet €5000 betalen om de foto's van de veiling binnenskamers te houden.

- De afperser in kwestie blijkt niemand minder dan Tippiwan, maar haar dagen lijken geteld wanneer de vier vrouwen een medium inschakelen. Toch slaagt ze er nog in om Martins moeder Greet te vermoorden en de waarheid omtrent Remy's vader te ontdekken. Tippiwan wordt op straat gezet en neemt wraak; ze ontvoert Remy en laat een pakje bezorgen op het huwelijk van Willemijn. Als de vier dames het pakje opendoen, zien ze een klokje dat de laatste 5 seconden (van seizoen 3) aftelt. Daarna gaat het beeld op zwart en is enkel de aftiteling te zien.

| Aflevering | Nr. | Titel             | Eerste uitzending Nederland | Kijkcijfers |
| ---------- | --- | ----------------- | --------------------------- | ----------- |
| 17         | 1   | Health & Body     | 16 september 2007           | 1.475.000   |
| 18         | 2   | De Doop           | 23 september 2007           | 1.528.000   |
| 19         | 3   | Charity           | 30 september 2007           | 1.409.000   |
| 20         | 4   | Wijnproeven       | 7 oktober 2007              | 1.453.000   |
| 21         | 5   | De Franse zanger  | 14 oktober 2007             | 1.360.000   |
| 22         | 6   | De Gooische Vrouw | 21 oktober 2007             | 1.428.000   |
| 23         | 7   | De seance         | 28 oktober 2007             | 1.464.000   |
| 24         | 8   | Het Ongeluk       | 4 november 2007             | 1.327.000   |
| 25         | 9   | Het huwelijk      | 11 november 2007            | 1.639.000   |

## Seizoen 4
- Willemijn is overleden na de explosie; haar rol als Gooische vrouw wordt overgenomen door Roelien, de nieuwe vriendin van Evert. Martin en Cheryl krijgen nieuwe, aparte, buren. En Evert en zijn drie kinderen zijn kapot van het overlijden van hun geliefde vrouw en moeder.

- Tippiwan wordt gearresteerd maar zelfs vanuit de cel vormt ze nog een bedreiging voor de dames; ze schrijft namelijk een boek over haar leven als au pair in het Gooi. Cheryl, Anouk en Claire proberen alle exemplaren uit de handel te nemen maar het kwaad is al geschied. Tijdens de presentatie van haar nieuwe parfumlijn weet Cheryl ternauwernood alle vragen over haar huwelijksproblemen te ontwijken; deze zijn nog steeds niet opgelost, want backstage gaat Martin weer de fout in en dan krijgt Cheryl ook nog eens te maken met een geobsedeerde fan die haar plaats probeert in te nemen.

- Dat geldt ook voor Anouks nieuwe vriend Joost, een schrijver die het niet kan verkroppen dat de eens zo lovende pers hem vroegtijdig heeft afgedaan als oud nieuws; als Anouk voor Vlinder kiest in plaats van voor hem lokt hij haar naar een badkuip waarin hij haar probeert onder te dompelen. Anouk overleeft het en stuurt hem de laan uit; Joost keert echter terug maar dankzij Roelien, die het jachtgeweer van haar vader tegen zijn hoofd zet tijdens zijn tweede poging om Anouk om het leven te brengen, wordt hij aan de politie overgeleverd.

- De onthullingen van Tippiwan hebben ook voor Claire gevolgen; de pers schildert haar af als een bedriegster, zakendeals worden afgezegd en zonder Roelien zou ze ook nog eens haar baan zijn kwijtgeraakt. Na de arrestatie en de rechtszaak is Claire slechts een vrouw met een gebroken hart en een drankprobleem.

- Ondertussen denkt een zwangere Roelien dat Evert geen kinderen met haar wil en krijgt Anouk een aanbod om in Dubai te gaan werken. Uiteindelijk blijft ze en maakt ze kennis met Toms nieuwe vriendin die verdacht veel op haar lijkt.

- Tippiwan ontsnapt en probeert zo het tweede huwelijk van Cheryl en Martin (Evert: "Een poppenkast") te saboteren. Onderweg blijft ze vast zitten tussen de spoorbomen, en terwijl de rode lichten knipperen wordt de auto door de trein geraakt. Eind goed, al goed? En heeft Tippiwan het ongeluk overleefd?

| Aflevering | Nr. | Titel                  | Eerste uitzending Nederland | Kijkcijfers |
| ---------- | --- | ---------------------- | --------------------------- | ----------- |
| 26         | 1   | De Begrafenis          | 7 september 2008            | 1.273.000   |
| 27         | 2   | De Au-pair             | 14 september 2008           | 1.427.000   |
| 28         | 3   | Oude liefde roest niet | 21 september 2008           | 1.365.000   |
| 29         | 4   | Triviant               | 28 september 2008           | 1.611.000   |
| 30         | 5   | Tippi's boek           | 5 oktober 2008              | 1.469.000   |
| 31         | 6   | Nieuwe buren           | 12 oktober 2008             | 1.516.000   |
| 32         | 7   | Kinderwens             | 19 oktober 2008             | 1.642.000   |
| 33         | 8   | Emigreren              | 26 oktober 2008             | 1.608.000   |
| 34         | 9   | Eind goed, al goed     | 2 november 2008             | 1.780.000   |

## Seizoen 5
Evert en Roelien proberen het leven weer op te nemen nu ze op trouwen staan en zij zwanger is. Een miskraam zorgt echter voor een trauma dat niet binnen de eerste weken verwerkt kan worden. Claire heeft een gigantisch drankprobleem. De vriendinnen zetten alles op alles om haar te helpen. Cheryl krijgt het meer dan eens aan de stok met tante Cor. Anouk wil dan weer haar pijlen richten op Tom, maar daarvoor moet ze zijn nieuwe liefje Kim eerst zien uit te schakelen. En Tippiwan, die heeft zich vermomd en werkt bij de nieuwe buren van Cheryl en Martin als huishoudster, klaar om de finale aanval in te gaan.
| Aflevering | Nr. | Titel                        | Eerste uitzending Nederland | Kijkcijfers | Tweede uitzending Nederland |
| ---------- | --- | ---------------------------- | --------------------------- | ----------- | --------------------------- |
| 35         | 1   | Kredietcrisis                | 4 september 2009            | 1.353.000   | 7 maart 2011                |
| 36         | 2   | Kleine kinderen worden groot | 11 september 2009           | 1.265.000   | 7 maart 2011                |
| 37         | 3   | Vrouwen en wijn              | 18 september 2009           | 1.218.000   | 8 maart 2011                |
| 38         | 4   | De bedreiging                | 25 september 2009           | 1.259.000   | 8 maart 2011                |
| 39         | 5   | Verleiding                   | 2 oktober 2009              | 1.469.000   | 9 maart 2011                |
| 40         | 6   | Ooit komt het goed           | 9 oktober 2009              | 1.375.000   | 9 maart 2011                |
| 41         | 7   | Tot het uiterste... en terug | 16 oktober 2009             | 1.571.000   | 10 maart 2011               |
| 42         | 8   | Het einde                    | 23 oktober 2009             | 1.571.000   | 10 maart 2011               |

## Seizoen 6
- Het zesde seizoen ging op 27 oktober 2024 met twee afleveringen van start op de streamingdienst Videoland.[1] Twee weken later, op 10 november 2024, zal het seizoen pas van start gaan op televisiezender SBS6. De gegevens in de tabel hieronder hebben alleen betrekking op de televisie-uitzendingen bij SBS6.

| Aflevering | Nr. | Titel                       | Eerste televisieuitzending Nederland | Kijkcijfers |
| ---------- | --- | --------------------------- | ------------------------------------ | ----------- |
| 43         | 1   | Terug naar start            | 10 november 2024                     | 1.473.000   |
| 44         | 2   | Scheuren en barsten         | 17 november 2024                     | 1.307.000   |
| 45         | 3   | Water bij de wijn           | 24 november 2024                     | 1.128.000   |
| 46         | 4   | Je mag ook niks meer zeggen | 1 december 2024                      | 1.278.000   |
| 47         | 5   | Daar zit muziek in          | 8 december 2024                      | 1.259.000   |
| 48         | 6   | Op de helft                 | 15 december 2024                     | 1.321.000   |
| 49         | 7   | This is my life             | 22 december 2024                     | 1.205.000   |
| 50         | 8   | Kleur bekennen              | 29 december 2024                     | 1.256.000   |

## Hitnotering

### Nederlandse DVD Movie Top 30

#### Seizoen 4
| Hitnotering: (Week 1 t/m 19) 08-11-2008 t/m 21-03-2009 Hitnotering: (Week 20) 16-05-2009 Hitnotering: (Week 21 t/m 35) 24-10-2009 t/m 06-02-2010 | Hitnotering: (Week 1 t/m 19) 08-11-2008 t/m 21-03-2009 Hitnotering: (Week 20) 16-05-2009 Hitnotering: (Week 21 t/m 35) 24-10-2009 t/m 06-02-2010 | Hitnotering: (Week 1 t/m 19) 08-11-2008 t/m 21-03-2009 Hitnotering: (Week 20) 16-05-2009 Hitnotering: (Week 21 t/m 35) 24-10-2009 t/m 06-02-2010 | Hitnotering: (Week 1 t/m 19) 08-11-2008 t/m 21-03-2009 Hitnotering: (Week 20) 16-05-2009 Hitnotering: (Week 21 t/m 35) 24-10-2009 t/m 06-02-2010 | Hitnotering: (Week 1 t/m 19) 08-11-2008 t/m 21-03-2009 Hitnotering: (Week 20) 16-05-2009 Hitnotering: (Week 21 t/m 35) 24-10-2009 t/m 06-02-2010 | Hitnotering: (Week 1 t/m 19) 08-11-2008 t/m 21-03-2009 Hitnotering: (Week 20) 16-05-2009 Hitnotering: (Week 21 t/m 35) 24-10-2009 t/m 06-02-2010 | Hitnotering: (Week 1 t/m 19) 08-11-2008 t/m 21-03-2009 Hitnotering: (Week 20) 16-05-2009 Hitnotering: (Week 21 t/m 35) 24-10-2009 t/m 06-02-2010 | Hitnotering: (Week 1 t/m 19) 08-11-2008 t/m 21-03-2009 Hitnotering: (Week 20) 16-05-2009 Hitnotering: (Week 21 t/m 35) 24-10-2009 t/m 06-02-2010 | Hitnotering: (Week 1 t/m 19) 08-11-2008 t/m 21-03-2009 Hitnotering: (Week 20) 16-05-2009 Hitnotering: (Week 21 t/m 35) 24-10-2009 t/m 06-02-2010 | Hitnotering: (Week 1 t/m 19) 08-11-2008 t/m 21-03-2009 Hitnotering: (Week 20) 16-05-2009 Hitnotering: (Week 21 t/m 35) 24-10-2009 t/m 06-02-2010 | Hitnotering: (Week 1 t/m 19) 08-11-2008 t/m 21-03-2009 Hitnotering: (Week 20) 16-05-2009 Hitnotering: (Week 21 t/m 35) 24-10-2009 t/m 06-02-2010 | Hitnotering: (Week 1 t/m 19) 08-11-2008 t/m 21-03-2009 Hitnotering: (Week 20) 16-05-2009 Hitnotering: (Week 21 t/m 35) 24-10-2009 t/m 06-02-2010 | Hitnotering: (Week 1 t/m 19) 08-11-2008 t/m 21-03-2009 Hitnotering: (Week 20) 16-05-2009 Hitnotering: (Week 21 t/m 35) 24-10-2009 t/m 06-02-2010 | Hitnotering: (Week 1 t/m 19) 08-11-2008 t/m 21-03-2009 Hitnotering: (Week 20) 16-05-2009 Hitnotering: (Week 21 t/m 35) 24-10-2009 t/m 06-02-2010 | Hitnotering: (Week 1 t/m 19) 08-11-2008 t/m 21-03-2009 Hitnotering: (Week 20) 16-05-2009 Hitnotering: (Week 21 t/m 35) 24-10-2009 t/m 06-02-2010 | Hitnotering: (Week 1 t/m 19) 08-11-2008 t/m 21-03-2009 Hitnotering: (Week 20) 16-05-2009 Hitnotering: (Week 21 t/m 35) 24-10-2009 t/m 06-02-2010 | Hitnotering: (Week 1 t/m 19) 08-11-2008 t/m 21-03-2009 Hitnotering: (Week 20) 16-05-2009 Hitnotering: (Week 21 t/m 35) 24-10-2009 t/m 06-02-2010 | Hitnotering: (Week 1 t/m 19) 08-11-2008 t/m 21-03-2009 Hitnotering: (Week 20) 16-05-2009 Hitnotering: (Week 21 t/m 35) 24-10-2009 t/m 06-02-2010 | Hitnotering: (Week 1 t/m 19) 08-11-2008 t/m 21-03-2009 Hitnotering: (Week 20) 16-05-2009 Hitnotering: (Week 21 t/m 35) 24-10-2009 t/m 06-02-2010 | Hitnotering: (Week 1 t/m 19) 08-11-2008 t/m 21-03-2009 Hitnotering: (Week 20) 16-05-2009 Hitnotering: (Week 21 t/m 35) 24-10-2009 t/m 06-02-2010 | Hitnotering: (Week 1 t/m 19) 08-11-2008 t/m 21-03-2009 Hitnotering: (Week 20) 16-05-2009 Hitnotering: (Week 21 t/m 35) 24-10-2009 t/m 06-02-2010 |
| Week | 1 | 2 | 3 | 4 | 5 | 6 | 7 | 8 | 9 | 10 | 11 | 12 | 13 | 14 | 15 | 16 | 17 | 18 | 19 | |
| --- | --- | --- | --- | --- | --- | --- | --- | --- | --- | --- | --- | --- | --- | --- | --- | --- | --- | --- | --- | --- |
| Positie | 2 | 5 | 7 | 9 | 9 | 12 | 11 | 11 | 9 | 11 | 14 | 19 | 16 | 16 | 21 | 27 | 20 | 23 | 30 | uit |
| Week: | 20 | | 21 | 22 | 23 | 24 | 25 | 26 | 27 | 28 | 29 | 30 | 31 | 32 | 33 | 34 | 35 | | | |
| Positie: | 22 | uit | 10 | 5 | 6 | 8 | 15 | 18 | 18 | 15 | 22 | 19 | 15 | 18 | 22 | 22 | 23 | uit | | |

#### Seizoen 5
| Hitnotering: (Week 1 t/m 16) 31-10-2009 t/m 20-02-2010 Hitnotering (Week 17) 06-03-2011 Hitnotering: (Week 18) 07-08-2010 Hitnotering: (Week 19) 21-08-2010 | Hitnotering: (Week 1 t/m 16) 31-10-2009 t/m 20-02-2010 Hitnotering (Week 17) 06-03-2011 Hitnotering: (Week 18) 07-08-2010 Hitnotering: (Week 19) 21-08-2010 | Hitnotering: (Week 1 t/m 16) 31-10-2009 t/m 20-02-2010 Hitnotering (Week 17) 06-03-2011 Hitnotering: (Week 18) 07-08-2010 Hitnotering: (Week 19) 21-08-2010 | Hitnotering: (Week 1 t/m 16) 31-10-2009 t/m 20-02-2010 Hitnotering (Week 17) 06-03-2011 Hitnotering: (Week 18) 07-08-2010 Hitnotering: (Week 19) 21-08-2010 | Hitnotering: (Week 1 t/m 16) 31-10-2009 t/m 20-02-2010 Hitnotering (Week 17) 06-03-2011 Hitnotering: (Week 18) 07-08-2010 Hitnotering: (Week 19) 21-08-2010 | Hitnotering: (Week 1 t/m 16) 31-10-2009 t/m 20-02-2010 Hitnotering (Week 17) 06-03-2011 Hitnotering: (Week 18) 07-08-2010 Hitnotering: (Week 19) 21-08-2010 | Hitnotering: (Week 1 t/m 16) 31-10-2009 t/m 20-02-2010 Hitnotering (Week 17) 06-03-2011 Hitnotering: (Week 18) 07-08-2010 Hitnotering: (Week 19) 21-08-2010 | Hitnotering: (Week 1 t/m 16) 31-10-2009 t/m 20-02-2010 Hitnotering (Week 17) 06-03-2011 Hitnotering: (Week 18) 07-08-2010 Hitnotering: (Week 19) 21-08-2010 | Hitnotering: (Week 1 t/m 16) 31-10-2009 t/m 20-02-2010 Hitnotering (Week 17) 06-03-2011 Hitnotering: (Week 18) 07-08-2010 Hitnotering: (Week 19) 21-08-2010 | Hitnotering: (Week 1 t/m 16) 31-10-2009 t/m 20-02-2010 Hitnotering (Week 17) 06-03-2011 Hitnotering: (Week 18) 07-08-2010 Hitnotering: (Week 19) 21-08-2010 | Hitnotering: (Week 1 t/m 16) 31-10-2009 t/m 20-02-2010 Hitnotering (Week 17) 06-03-2011 Hitnotering: (Week 18) 07-08-2010 Hitnotering: (Week 19) 21-08-2010 | Hitnotering: (Week 1 t/m 16) 31-10-2009 t/m 20-02-2010 Hitnotering (Week 17) 06-03-2011 Hitnotering: (Week 18) 07-08-2010 Hitnotering: (Week 19) 21-08-2010 | Hitnotering: (Week 1 t/m 16) 31-10-2009 t/m 20-02-2010 Hitnotering (Week 17) 06-03-2011 Hitnotering: (Week 18) 07-08-2010 Hitnotering: (Week 19) 21-08-2010 | Hitnotering: (Week 1 t/m 16) 31-10-2009 t/m 20-02-2010 Hitnotering (Week 17) 06-03-2011 Hitnotering: (Week 18) 07-08-2010 Hitnotering: (Week 19) 21-08-2010 | Hitnotering: (Week 1 t/m 16) 31-10-2009 t/m 20-02-2010 Hitnotering (Week 17) 06-03-2011 Hitnotering: (Week 18) 07-08-2010 Hitnotering: (Week 19) 21-08-2010 | Hitnotering: (Week 1 t/m 16) 31-10-2009 t/m 20-02-2010 Hitnotering (Week 17) 06-03-2011 Hitnotering: (Week 18) 07-08-2010 Hitnotering: (Week 19) 21-08-2010 | Hitnotering: (Week 1 t/m 16) 31-10-2009 t/m 20-02-2010 Hitnotering (Week 17) 06-03-2011 Hitnotering: (Week 18) 07-08-2010 Hitnotering: (Week 19) 21-08-2010 | Hitnotering: (Week 1 t/m 16) 31-10-2009 t/m 20-02-2010 Hitnotering (Week 17) 06-03-2011 Hitnotering: (Week 18) 07-08-2010 Hitnotering: (Week 19) 21-08-2010 | Hitnotering: (Week 1 t/m 16) 31-10-2009 t/m 20-02-2010 Hitnotering (Week 17) 06-03-2011 Hitnotering: (Week 18) 07-08-2010 Hitnotering: (Week 19) 21-08-2010 | Hitnotering: (Week 1 t/m 16) 31-10-2009 t/m 20-02-2010 Hitnotering (Week 17) 06-03-2011 Hitnotering: (Week 18) 07-08-2010 Hitnotering: (Week 19) 21-08-2010 | Hitnotering: (Week 1 t/m 16) 31-10-2009 t/m 20-02-2010 Hitnotering (Week 17) 06-03-2011 Hitnotering: (Week 18) 07-08-2010 Hitnotering: (Week 19) 21-08-2010 |
| Week | 1 | 2 | 3 | 4 | 5 | 6 | 7 | 8 | 9 | 10 | 11 | 12 | 13 | 14 | 15 | 16 | | 17 | | 18 |
| --- | --- | --- | --- | --- | --- | --- | --- | --- | --- | --- | --- | --- | --- | --- | --- | --- | --- | --- | --- | --- |
| Positie | 1 | 1 | 4 | 5 | 4 | 7 | 6 | 10 | 9 | 10 | 11 | 16 | 19 | 19 | 26 | 23 | uit | 30 | uit | 29 |
| Week: | | 19 | | | | | | | | | | | | | | | | | | |
| Positie: | uit | 30 | uit | | | | | | | | | | | | | | | | | |

#### Seizoen 1-5 (Complete serie)
| Hitnotering: (Week 1) 15-05-2010 Hitnotering: (Week 2) 03-07-2010 Hitnotering: (Week 3 t/m 5) 17-07-2010 t/m 31-07-2010 Hitnotering: (Week 6 t/m 15) 14-08-2010 t/m 16-10-2010 Hitnotering: (Week 16) 04-12-2010 Hitnotering: (Week 17 t/m 18) 19-03-2011 t/m 26-03-2011 | Hitnotering: (Week 1) 15-05-2010 Hitnotering: (Week 2) 03-07-2010 Hitnotering: (Week 3 t/m 5) 17-07-2010 t/m 31-07-2010 Hitnotering: (Week 6 t/m 15) 14-08-2010 t/m 16-10-2010 Hitnotering: (Week 16) 04-12-2010 Hitnotering: (Week 17 t/m 18) 19-03-2011 t/m 26-03-2011 | Hitnotering: (Week 1) 15-05-2010 Hitnotering: (Week 2) 03-07-2010 Hitnotering: (Week 3 t/m 5) 17-07-2010 t/m 31-07-2010 Hitnotering: (Week 6 t/m 15) 14-08-2010 t/m 16-10-2010 Hitnotering: (Week 16) 04-12-2010 Hitnotering: (Week 17 t/m 18) 19-03-2011 t/m 26-03-2011 | Hitnotering: (Week 1) 15-05-2010 Hitnotering: (Week 2) 03-07-2010 Hitnotering: (Week 3 t/m 5) 17-07-2010 t/m 31-07-2010 Hitnotering: (Week 6 t/m 15) 14-08-2010 t/m 16-10-2010 Hitnotering: (Week 16) 04-12-2010 Hitnotering: (Week 17 t/m 18) 19-03-2011 t/m 26-03-2011 | Hitnotering: (Week 1) 15-05-2010 Hitnotering: (Week 2) 03-07-2010 Hitnotering: (Week 3 t/m 5) 17-07-2010 t/m 31-07-2010 Hitnotering: (Week 6 t/m 15) 14-08-2010 t/m 16-10-2010 Hitnotering: (Week 16) 04-12-2010 Hitnotering: (Week 17 t/m 18) 19-03-2011 t/m 26-03-2011 | Hitnotering: (Week 1) 15-05-2010 Hitnotering: (Week 2) 03-07-2010 Hitnotering: (Week 3 t/m 5) 17-07-2010 t/m 31-07-2010 Hitnotering: (Week 6 t/m 15) 14-08-2010 t/m 16-10-2010 Hitnotering: (Week 16) 04-12-2010 Hitnotering: (Week 17 t/m 18) 19-03-2011 t/m 26-03-2011 | Hitnotering: (Week 1) 15-05-2010 Hitnotering: (Week 2) 03-07-2010 Hitnotering: (Week 3 t/m 5) 17-07-2010 t/m 31-07-2010 Hitnotering: (Week 6 t/m 15) 14-08-2010 t/m 16-10-2010 Hitnotering: (Week 16) 04-12-2010 Hitnotering: (Week 17 t/m 18) 19-03-2011 t/m 26-03-2011 | Hitnotering: (Week 1) 15-05-2010 Hitnotering: (Week 2) 03-07-2010 Hitnotering: (Week 3 t/m 5) 17-07-2010 t/m 31-07-2010 Hitnotering: (Week 6 t/m 15) 14-08-2010 t/m 16-10-2010 Hitnotering: (Week 16) 04-12-2010 Hitnotering: (Week 17 t/m 18) 19-03-2011 t/m 26-03-2011 | Hitnotering: (Week 1) 15-05-2010 Hitnotering: (Week 2) 03-07-2010 Hitnotering: (Week 3 t/m 5) 17-07-2010 t/m 31-07-2010 Hitnotering: (Week 6 t/m 15) 14-08-2010 t/m 16-10-2010 Hitnotering: (Week 16) 04-12-2010 Hitnotering: (Week 17 t/m 18) 19-03-2011 t/m 26-03-2011 | Hitnotering: (Week 1) 15-05-2010 Hitnotering: (Week 2) 03-07-2010 Hitnotering: (Week 3 t/m 5) 17-07-2010 t/m 31-07-2010 Hitnotering: (Week 6 t/m 15) 14-08-2010 t/m 16-10-2010 Hitnotering: (Week 16) 04-12-2010 Hitnotering: (Week 17 t/m 18) 19-03-2011 t/m 26-03-2011 | Hitnotering: (Week 1) 15-05-2010 Hitnotering: (Week 2) 03-07-2010 Hitnotering: (Week 3 t/m 5) 17-07-2010 t/m 31-07-2010 Hitnotering: (Week 6 t/m 15) 14-08-2010 t/m 16-10-2010 Hitnotering: (Week 16) 04-12-2010 Hitnotering: (Week 17 t/m 18) 19-03-2011 t/m 26-03-2011 | Hitnotering: (Week 1) 15-05-2010 Hitnotering: (Week 2) 03-07-2010 Hitnotering: (Week 3 t/m 5) 17-07-2010 t/m 31-07-2010 Hitnotering: (Week 6 t/m 15) 14-08-2010 t/m 16-10-2010 Hitnotering: (Week 16) 04-12-2010 Hitnotering: (Week 17 t/m 18) 19-03-2011 t/m 26-03-2011 | Hitnotering: (Week 1) 15-05-2010 Hitnotering: (Week 2) 03-07-2010 Hitnotering: (Week 3 t/m 5) 17-07-2010 t/m 31-07-2010 Hitnotering: (Week 6 t/m 15) 14-08-2010 t/m 16-10-2010 Hitnotering: (Week 16) 04-12-2010 Hitnotering: (Week 17 t/m 18) 19-03-2011 t/m 26-03-2011 | Hitnotering: (Week 1) 15-05-2010 Hitnotering: (Week 2) 03-07-2010 Hitnotering: (Week 3 t/m 5) 17-07-2010 t/m 31-07-2010 Hitnotering: (Week 6 t/m 15) 14-08-2010 t/m 16-10-2010 Hitnotering: (Week 16) 04-12-2010 Hitnotering: (Week 17 t/m 18) 19-03-2011 t/m 26-03-2011 | Hitnotering: (Week 1) 15-05-2010 Hitnotering: (Week 2) 03-07-2010 Hitnotering: (Week 3 t/m 5) 17-07-2010 t/m 31-07-2010 Hitnotering: (Week 6 t/m 15) 14-08-2010 t/m 16-10-2010 Hitnotering: (Week 16) 04-12-2010 Hitnotering: (Week 17 t/m 18) 19-03-2011 t/m 26-03-2011 | Hitnotering: (Week 1) 15-05-2010 Hitnotering: (Week 2) 03-07-2010 Hitnotering: (Week 3 t/m 5) 17-07-2010 t/m 31-07-2010 Hitnotering: (Week 6 t/m 15) 14-08-2010 t/m 16-10-2010 Hitnotering: (Week 16) 04-12-2010 Hitnotering: (Week 17 t/m 18) 19-03-2011 t/m 26-03-2011 | Hitnotering: (Week 1) 15-05-2010 Hitnotering: (Week 2) 03-07-2010 Hitnotering: (Week 3 t/m 5) 17-07-2010 t/m 31-07-2010 Hitnotering: (Week 6 t/m 15) 14-08-2010 t/m 16-10-2010 Hitnotering: (Week 16) 04-12-2010 Hitnotering: (Week 17 t/m 18) 19-03-2011 t/m 26-03-2011 | Hitnotering: (Week 1) 15-05-2010 Hitnotering: (Week 2) 03-07-2010 Hitnotering: (Week 3 t/m 5) 17-07-2010 t/m 31-07-2010 Hitnotering: (Week 6 t/m 15) 14-08-2010 t/m 16-10-2010 Hitnotering: (Week 16) 04-12-2010 Hitnotering: (Week 17 t/m 18) 19-03-2011 t/m 26-03-2011 | Hitnotering: (Week 1) 15-05-2010 Hitnotering: (Week 2) 03-07-2010 Hitnotering: (Week 3 t/m 5) 17-07-2010 t/m 31-07-2010 Hitnotering: (Week 6 t/m 15) 14-08-2010 t/m 16-10-2010 Hitnotering: (Week 16) 04-12-2010 Hitnotering: (Week 17 t/m 18) 19-03-2011 t/m 26-03-2011 | Hitnotering: (Week 1) 15-05-2010 Hitnotering: (Week 2) 03-07-2010 Hitnotering: (Week 3 t/m 5) 17-07-2010 t/m 31-07-2010 Hitnotering: (Week 6 t/m 15) 14-08-2010 t/m 16-10-2010 Hitnotering: (Week 16) 04-12-2010 Hitnotering: (Week 17 t/m 18) 19-03-2011 t/m 26-03-2011 | Hitnotering: (Week 1) 15-05-2010 Hitnotering: (Week 2) 03-07-2010 Hitnotering: (Week 3 t/m 5) 17-07-2010 t/m 31-07-2010 Hitnotering: (Week 6 t/m 15) 14-08-2010 t/m 16-10-2010 Hitnotering: (Week 16) 04-12-2010 Hitnotering: (Week 17 t/m 18) 19-03-2011 t/m 26-03-2011 |
| Week | 1 | | 2 | | 3 | 4 | 5 | | 6 | 7 | 8 | 9 | 10 | 11 | 12 | 13 | 14 | 15 | | 16 |
| --- | --- | --- | --- | --- | --- | --- | --- | --- | --- | --- | --- | --- | --- | --- | --- | --- | --- | --- | --- | --- |
| Positie | 28 | uit | 28 | uit | 26 | 23 | 12 | uit | 1 | 6 | 8 | 10 | 9 | 16 | 22 | 3 | 8 | 21 | uit | 28 |
| Week: | | 17 | 18 | | | | | | | | | | | | | | | | | |
| Positie: | uit | 22 | 19 | uit | | | | | | | | | | | | | | | | |